# Aufforderung zum Tanz (Film)
Aufforderung zum Tanz ist eine deutsche Actionkomödie aus dem Jahr 1977, die im Ruhrgebiet, vornehmlich in Herne und Wanne-Eickel, spielt. Sie war ein frühes Vorbild nachfolgender Ruhrpott-Komödien. Hauptfigur ist die von Marius Müller-Westernhagen dargestellte Figur des Theo.

## Handlung
Theo Gromberg und sein treuer Freund Enno, ein italienischer Gastarbeiter, haben einen Traum: einen eigenen Lastwagen der Marke Magirus-Deutz, mit dem sie in das Speditionsgeschäft einsteigen wollen. Um den Großen Wurf verwirklichen zu können, geht Enno im Stahlwerk arbeiten. Theo hingegen hält nichts von geregelter Arbeit; er verbringt seine Zeit lieber mit Pferdewetten, Zocken und Trinken. Geld beschafft er sich vor allem durch Schnorren bei Enno und kleinere oder größere Gaunereien. Zu Beginn des Films pumpt er sogar ein kleines Mädchen an.
Mit seiner vorlauten Art eckt Theo bei vielen an; so befindet er sich stets auf dem Sprung. Hartnäckigster Verfolger ist eine Gruppe von Zigeunern, die ihm erfolglos die Identität des Gangsters Calypso entlocken möchten, an dem sie Blutrache für einen bei einer Kneipenschlägerei erfolgten Totschlag nehmen wollen. Theo hat in Calypso einen Beistand, der ihn teilweise unterstützen kann, als er durch windige Geschäfte mit echten Gangstern aneinandergerät. Zu diesen zählen Schneider und Jussuf, mit denen Theo noch ein paar Rechnungen offen hat. Für den von allen Seiten umzingelten Theo heißt es am Ende „alles oder nichts“. Unterstützt von Enno gelingt es ihm nur kurzfristig, seine Widersacher gegeneinander auszuspielen. Das Geld für den Kauf des ersehnten Lkw bekommen die beiden durch einen Zufall schließlich doch noch.

## Hintergrund
Der Film, dessen Drehbuch bereits 1975 erstellt wurde, entstand mit finanzieller Unterstützung des Kuratoriums junger deutscher Film. Er wurde nachträglich vom Westdeutschen Rundfunk angekauft und erstmals 1977 im Deutschen Fernsehen ausgestrahlt.

## Drehorte
Hauptdrehorte waren Herne bzw. Wanne-Eickel, dort unter anderem der Güterbahnhof, das Hotel Alt Crange als Casino und die Zeche Pluto als Hintergrundkulisse. Die Trabrennbahn befindet sich in Recklinghausen. Einige Szenen wurden in Gelsenkirchen vor der Kulisse der Hochöfen des Schalker Vereins gedreht, die Brückenszenen mit den Roma in Duisburg-Obermeiderich, Rhein-Herne-Kanal. Der Abspann zeigt das Thyssen-Stahlwerk in Duisburg-Bruckhausen.

## Wirkungsgeschichte
Der Film fand bei Kritik und Publikum gleichermaßen positiven Anklang. Er machte den Hauptdarsteller Marius Müller-Westernhagen populär, der das Image der Theo-Figur auch musikalisch vermarktete, insbesondere mit den LPs Mit Pfefferminz bin ich dein Prinz, Sekt oder Selters und Stinker. Die spätere Kinoproduktion Theo gegen den Rest der Welt, inszeniert vom selben Team, knüpfte an Aufforderung zum Tanz an und wurde ein großer Kinoerfolg.

## Kritiken
„Peter F. Bringmann gelang eine witzige, unverkrampft inszenierte Milieustudie voller frischer Ideen“, so die Filmkritik auf prisma.de
Das Lexikon des internationalen Films urteilte: „Anspruchslose, aber flott inszenierte Fernsehunterhaltung.“
Die Fernsehprogrammzeitschrift TV Spielfilm beschrieb Aufforderung zum Tanz als „charmante Partie mit jungem Westernhagen“. Sie schränken ein: „Damals ein großer Erfolg, wirken Erzähltempo und Kameraführung heute recht dröge. Für Westernhagen-Fans trotzdem ein Hit“.